# Prémio Atkinson em Ciências Psicológicas e Cognitivas
O Prémio Atkinson em Ciências Psicológicas e Cognitivas (em inglês:  Atkinson Prize in Psychological and Cognitive Sciences), anteriormente designado por NAS Prize in Psychological and Cognitive Sciences é um prémio concedido pela National Academy of Sciences.
Este galardão, criado em 2013 por Richard C. Atkinson (1929 - ), homenageia os avanços significativos nas ciências psicológicas e cognitivas com implicações importantes para a teoria formal e sistemática nesses mesmos campos.
De dois em dois anos, são premiados dois investigadores.

## Laureados[1]
- 2014 - James L. McClelland e Elizabeth S. Spelke
- 2015 - Carol S. Dweck e John R. Anderson